# Подільська кухня

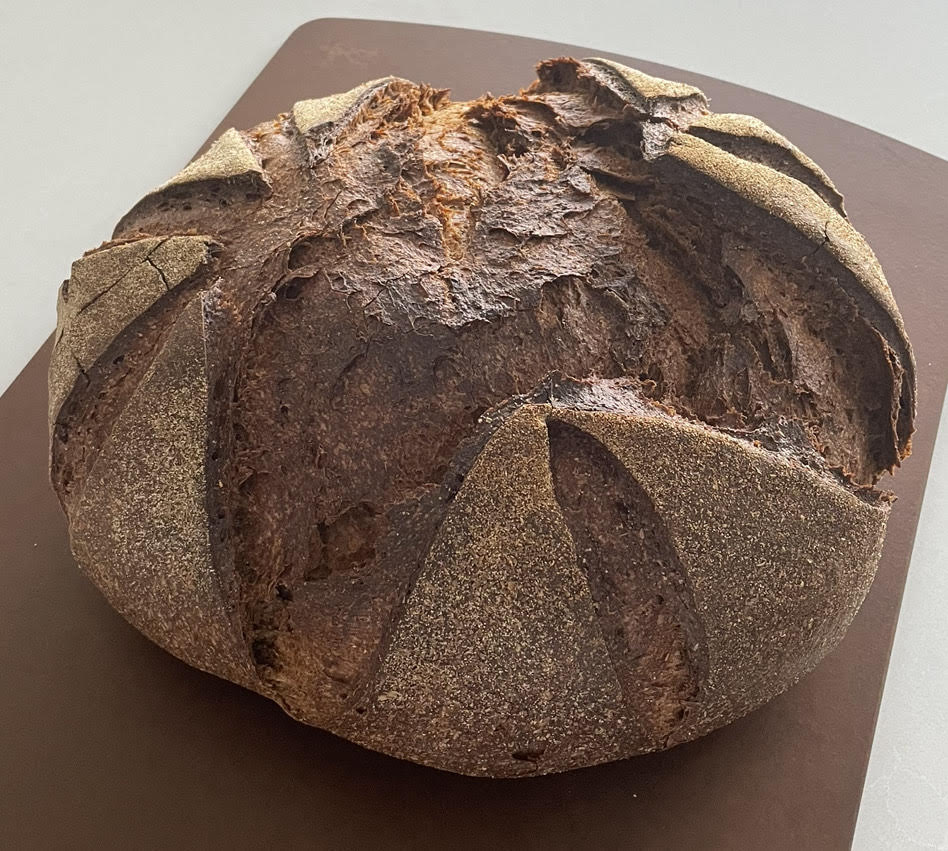
Житній хліб на заквасці століттями був на Поділлі основною їжею селян

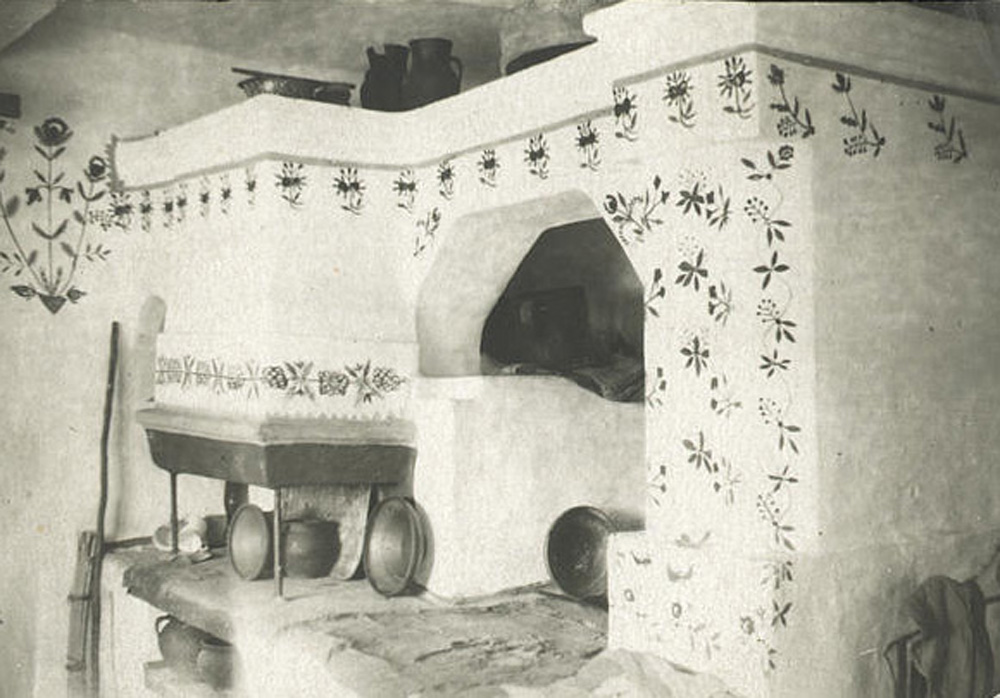
Подільська піч для приготування їжі, початок XX століття

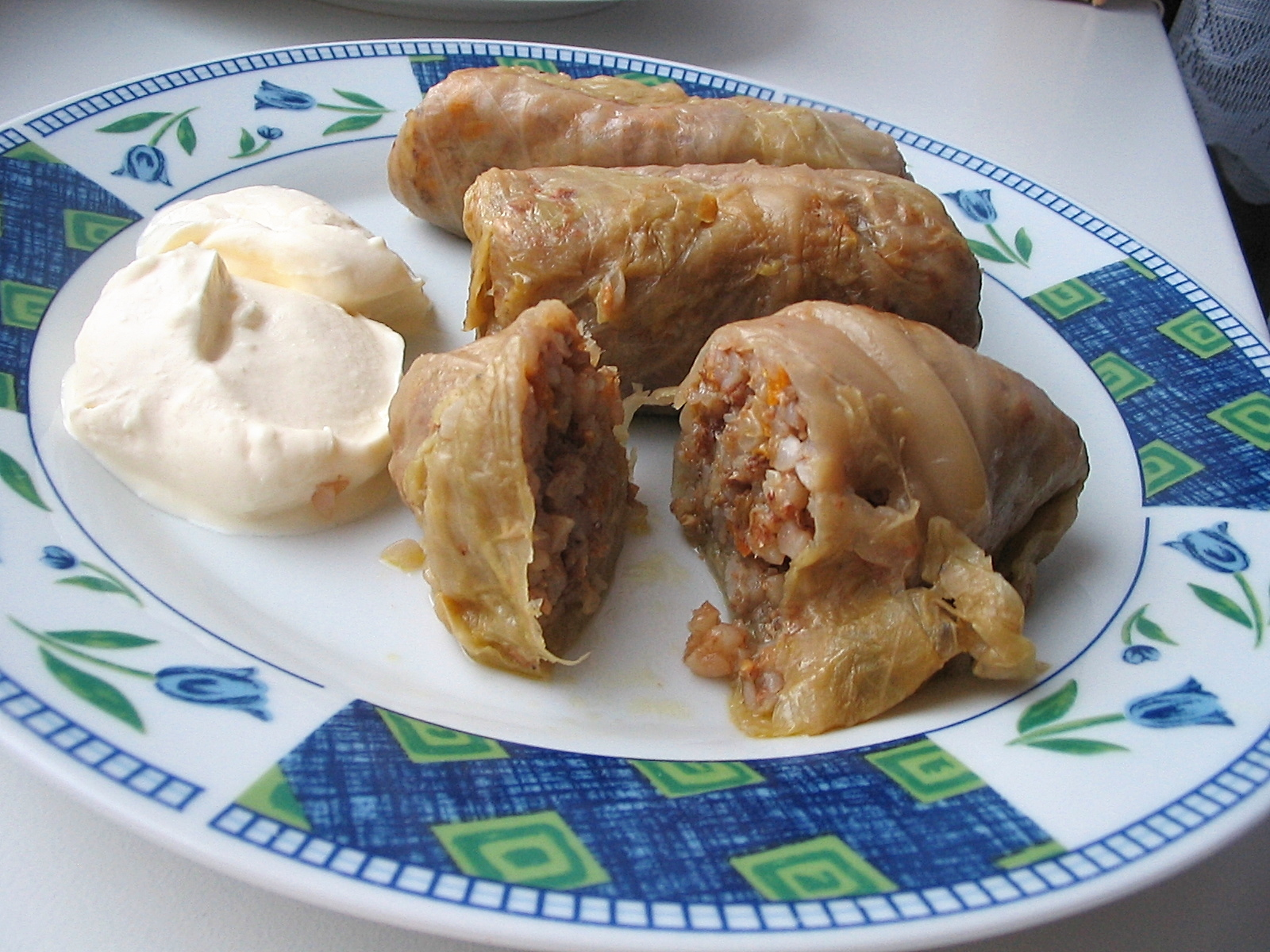
Голубці з гречкою є типовими для подільської кухні

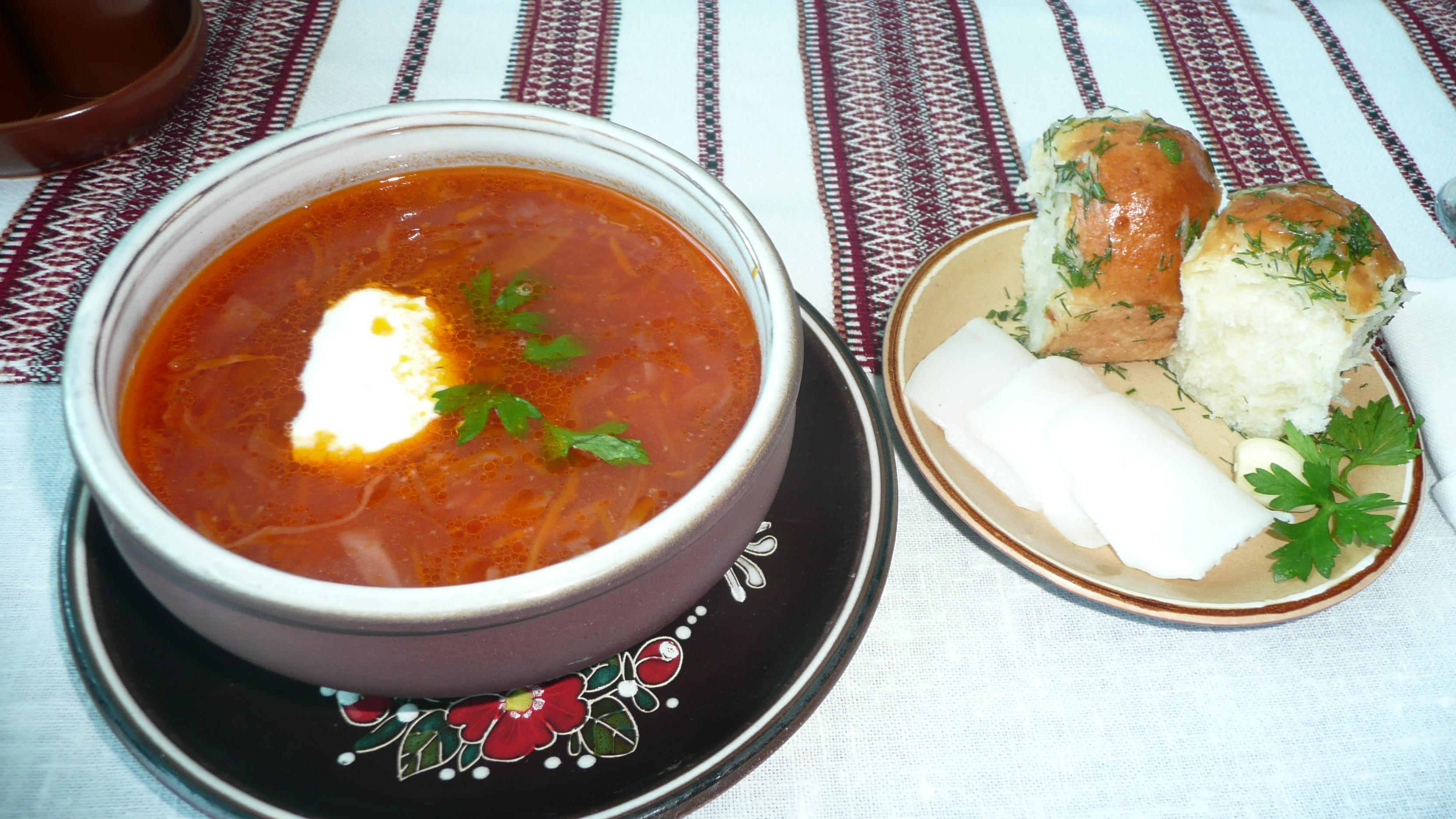
Борщ з пампушками

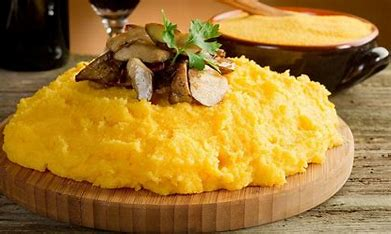
Мамалига з сусідньої Молдови поширена на Поділлі

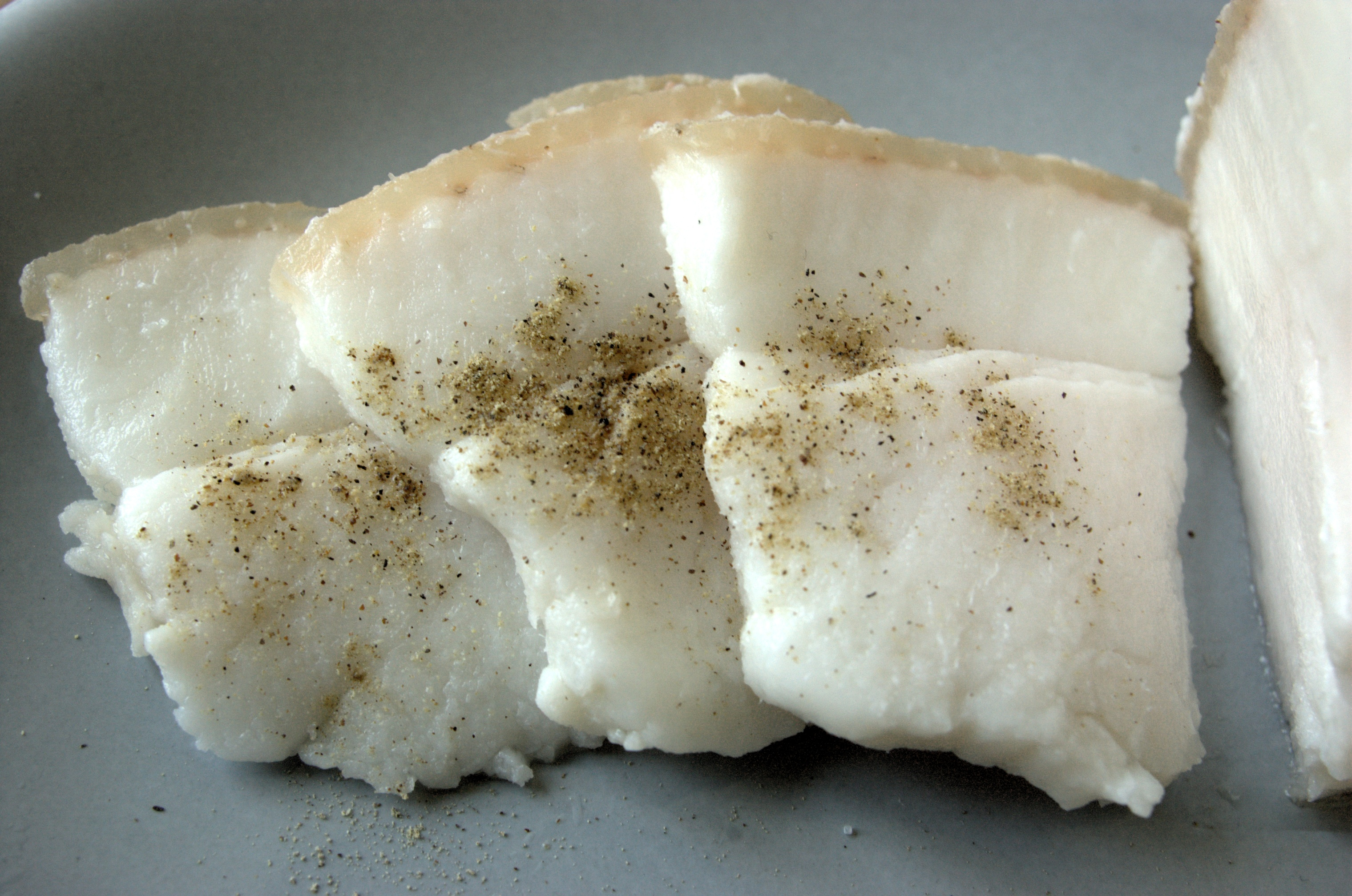
Вінниччина славиться свої салом

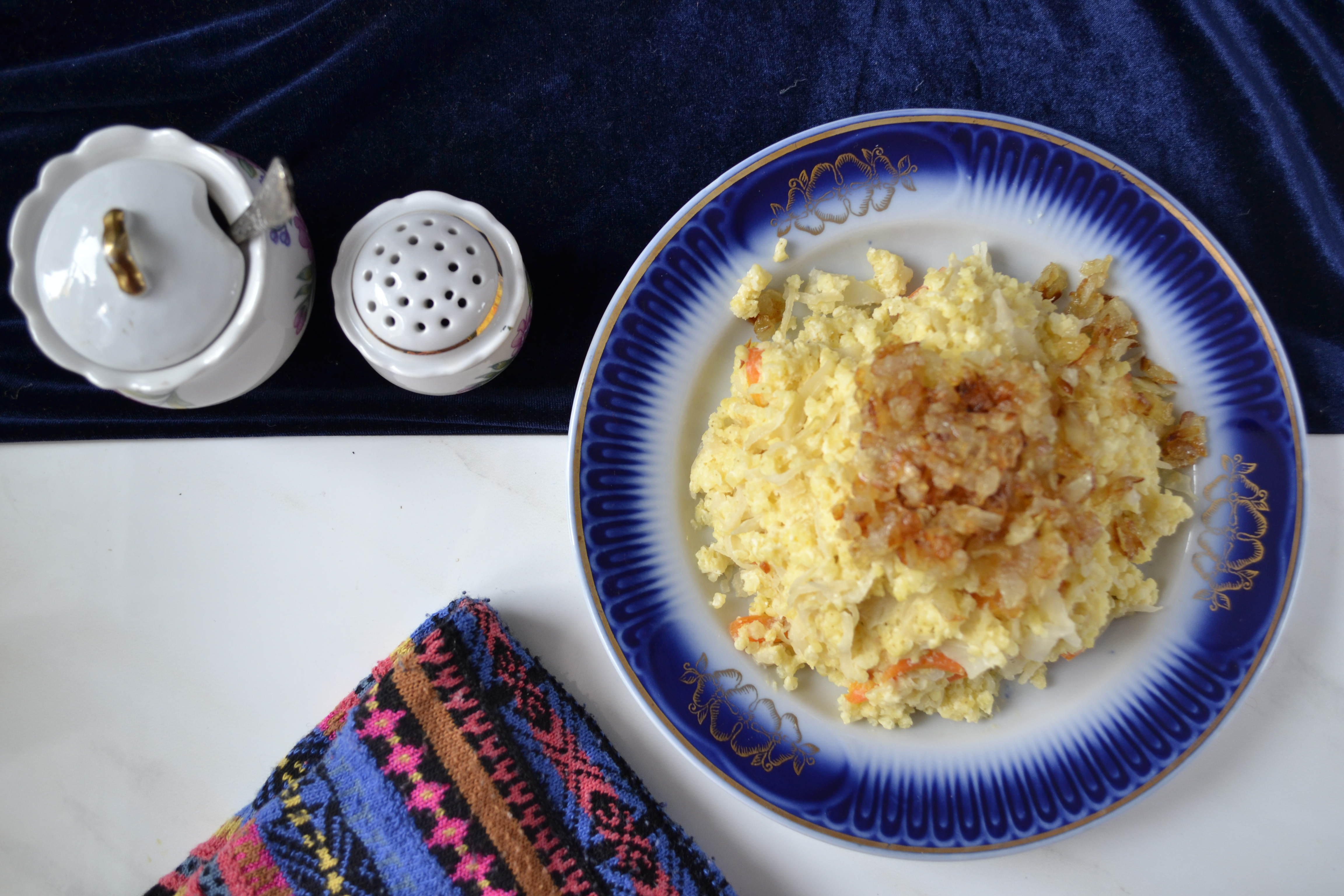

Подільська кухня – це самобутня кухня українського регіону Поділля, переважно Вінниччини та Хмельниччини, з деяким впливом кулінарних традицій сусідньої Молдови, Польщі, до складу якої входив цей регіон, та єврейської кухні. Родючі землі Поділля, його лани й сади, забезпечували подолян різноманітними продуктами, з яких робили безліч місцевих страв.     

## Продукти та звичаї
Сучасна подільська кухня активно формувалася у другій половині XIX століття. Основним напрямом господарства подолян було рільництво, а допоміжним – тваринництво. Серед зернових акцент робився на вирощуванні жита, потім йшли пшениця, ячмінь, овес, просо, гречка, кукурудза (особливо на півдні регіону та у суміжних районах з Молдовою), також горох і квасоля.
Городництво було представлено картоплею, капустою, огірками, морквою цибулею, часником, петрушкою, кропом, хріном, редькою, гарбузами, кавуни та дині (на півдні). У великих обсягах вирощували цукровий буряк, який переробляли на численних цукроварнях и гуральнях краю. З олійних традиційно вирощували коноплю і льон, але їх поступово витісняв соняшник. 
Сливи, яблука, груші, за сприятливого клімату росли у багатьох садибах, як і вишні, смородина. Малина та аргус менш поширені. У другій половині XIX століття ще зберігалось збиральництво диких ягід (калини, суниці, бузини, терена, чорниці, шипшини) та грибів. Бджільництво та рибальство було другорядним заняттям селян. 
Потребу у м’ясі закривали свині, свинина була і є найбільш поширеною, а корів використовували здебільше як тяглову сила та джерело молока, молочних продуктів. На півдні та південному заході тримали овець. З птиці на першому місці були кури та гусі, менш поширені качки та індикі. Взагалі то м’ясні страви з’являлись на селянському столі тільки під час свят: Різдва, Великодня, весілля та інших. 
Основними способами приготування їжі було варіння і тушкування.
Суворо дотримувались посту, під час якого не вживали м’ясо, сало, замінюючи їх овочевими стравами, з риби та грибів.
Деякі дослідники окремо виділяють замкову кухню Поділля, у якому з давнин було дуже багато замків та фортифікаційних споруд. Постійна готовність до облоги вимагала особливого набіру продуктів. Наприклад, в замках варили пиво, м’ясо солили або варили і заливали витопленим салом. В страви додавали спеції, які привозили купці .

## Традиційні селянські страви

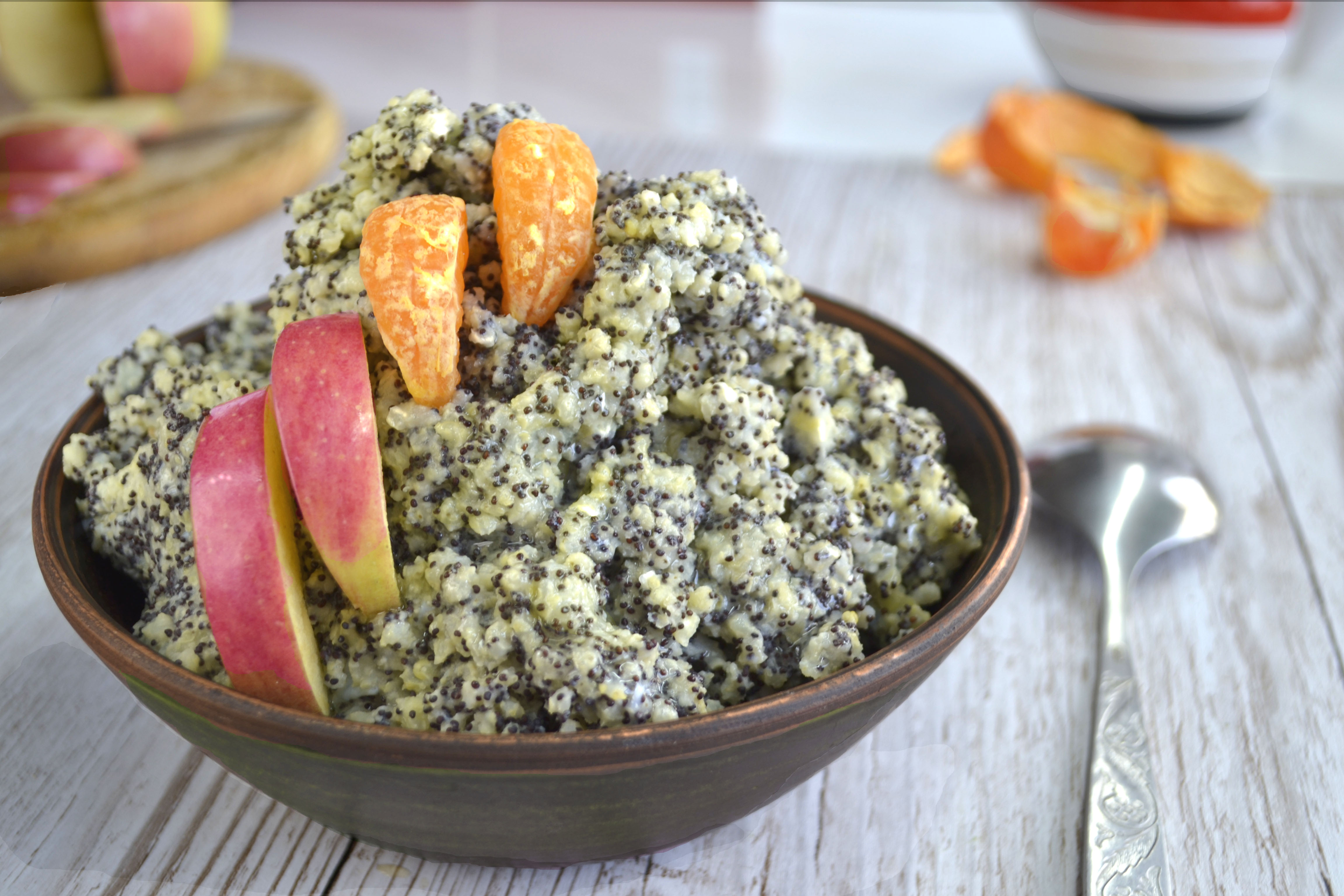
Каша Зозуля

Основним продуктом харчування на Поділлі був хліб, до якого відносились як до чогось святого. У побуті віддавали перевагу вчиненому перед прісним. Його готували переважно з житнього борошна з додатками ячменю, вівса, а в неурожайні роки з додаванням картоплі, лободи, жолудів. Пшеничне борошно переважно використовувалось для святкової та церковної випічки: паляниць, калачів, короваїв та ін. Випікання хліба, як і по всій Україні, було суто жіночою справою.
На сніданок пекли або смажили прісні коржи – «жилники», іноді з залишків мамалиги, гречаної лемішки, гороху, який був дуже розповсюджений. Наприклад з нього робили горохвяники. До складу багатьох страв входила й квасоля.  
Популярними були млинці, налисники (з бринзою, сиром), оладки, особливо на північному заході, зі сметаною, шкварками, смаженою цибулею. 
Печені пироги, балабушки, пампушки, балабухи, книші спочатку із-за бідності селян були недільними та святковими стравами. 
Круті пшоняні та гречані каші були звичайними стравами, з ячки – пінцак, логаза.  Гречана лемішка та кукурудзяна мамалига вживались досить часто. 
Місцеві страви з вареного тіста: галушки, локшина (на яйцях), затірка, вареники. Галушки готували переважно гречані з домішкою пшеничного борошна. 
Дуже полюбляли борщ. Робили його з квасу («борш») з ячними крупами, квасолями, буряком (також квашеним), пшоном, капустою. З сухою рибою під час посту, з куском свинини, сала чи курки у скоромні дні. Особливість подільського борщу: для нього робили особливий висівковий квас – «грис». Борщ варили на засмажці, борщ зі свинини чи курки був рідкістю. З початку XX століття. важливим компонентом борщу стає картопля. Навесні робили борщ з щавелем, кропом, зеленою цибулею, з вареним яйцем та сметаною. З рідких страв поширеним був і пшоняний куліш, на півдні кукурудзяний. Поширеними були й юшки.
Популярною стравою був капусняк, «капуста засипана», з пшоняною чи кукурудзяною крупою. 
Картопля, переважно відварена, стає важливою їжею селян на Поділлі лише на початку XX століття. Її вживали з молоком, а на свята як гарнир до м’яса.
На півдні і в південно-західній частині Поділля популярними були голубці з пшоном, кукурудзою чи гречкою, загорнуті у капустяне чи бурякове листя. Зазвичай їх намагалися робити маленькими. 

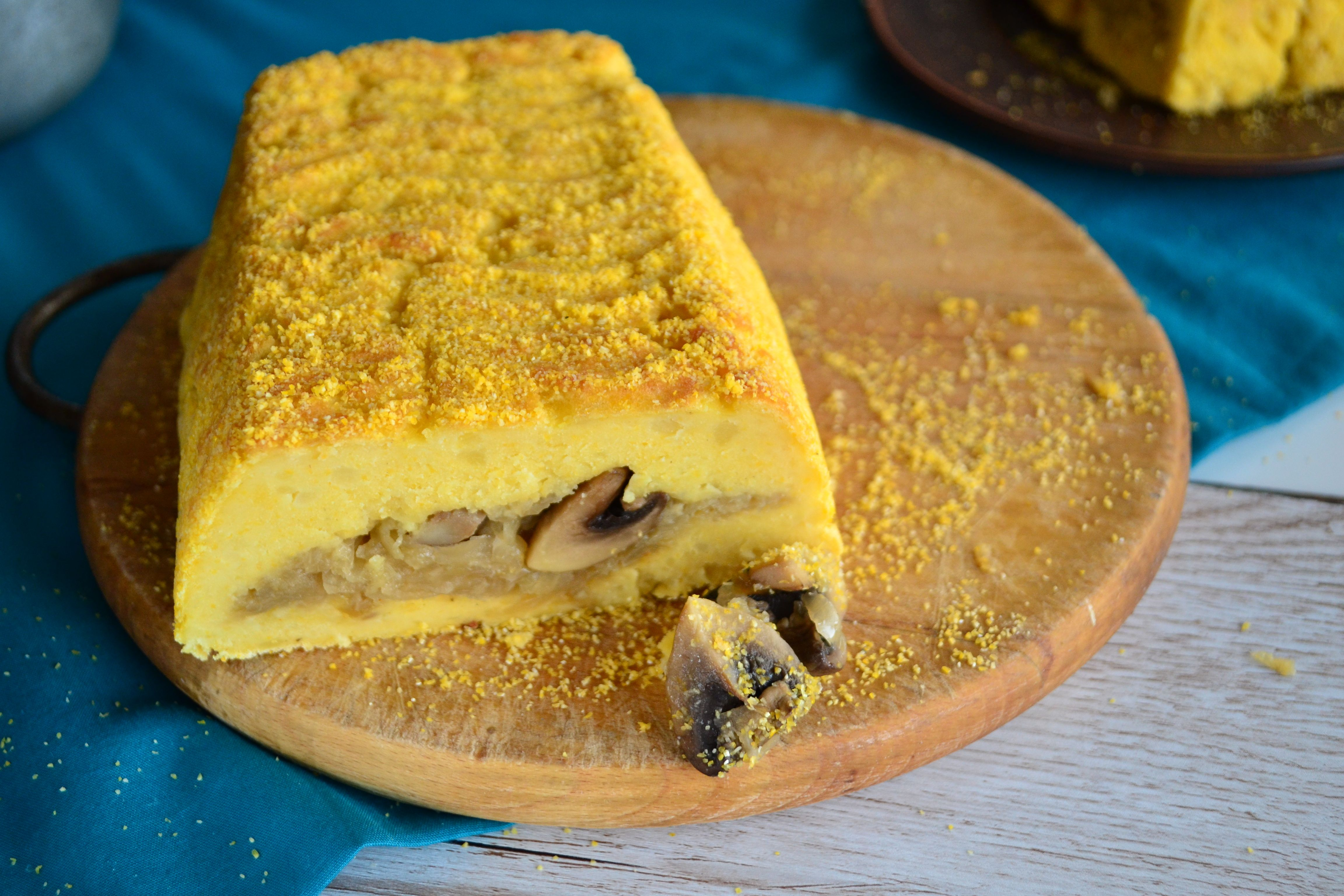
Вінницький лежень

Широко вживалась тушкована й смажена капуста, свіжа і квашена. Подоляни робили салат з квашених огірків, олії та цибулі, а також з квашених буряків, часника та олії. Квасити помідори почали з кінця 30-х років XIX століття.
На узвари й начинку йшли сушені фрукти, які робили завдяки викопаним печам-сушильням, «лозням», «сушням». Фрукти навіть додавали до борщу (борщ з вишнями), ліпили з ними вареники.
М’ясні страви переважно вживали під час якихось святкувань. Наприклад, поширеною стравою була печеня: м’ясо обсмажували з цибулею, заливали окропом й тушкували, заправляючи борошном і спеціями. З таким м’ясом, наприклад, подавали популярну страву - пампушки з печенею.
Тушковане без обсмаження м’ясо називали «душениною». Зі свинини робили ковбаси, сальтісон, холодець (драглі, дріглі, гишки). Сало солили у діжах, як і нутряний жир – здір, ним заправляли супи. Як зазначається, славетне вінницьке сало має такий  ніжний смак завдяки тому, що свиней годували залишками зіпсованого молока, сироватки.
На Поділлі традиційно вживали багато риби з Дністра та Південного Бугу, смажену, варену в юшках, сушену. Найбільше цінувався лин. У Хмельницької області до сих пір готується традиційна рибна підпалка.

## Напої
З напоїв полюбляли квас: грис, буряковий квас, фруктовий квас. Дуже поширеним на Поділлі був вівсяний кисіль чи киселиця. Його зброджували, варили, заправляли сушеними фруктами, наприклад, чорносливом, чи маковим молоком. 
Поширеним був і узвар, на урочистості готували ситу з неперебродженого меду. Наливки робили для заможних із-за дорогого цукру та меду. Вино виготовляли у молдавських родинах та біля молдавських кордонів, горілку в домашніх умовах не виготовляли, вона була дорогою.
. У господарствах випарювали брагу й робили сивуху, а після Другої Світової війни почали гнати самогон дистиляційним способом.

## Характерні подільські страви
- Білий борщ з сушнею (сушені яблука та груші)[6]
- Борщ на вишні[7]
- Паска подільська[8].
- Нáчинка – святкова страва накшалт запіканки з м’ясом[9].
- Лежні з лемішки з начинкою, обсмажені в олії[10]
- Вареники з бебешками (місцева назва ліверу) з Кам’янець-Подільського[5]
- Урванці (затірка та щипанці) з Вінничини[5]
- Зіньківська чорна ковбаса. Коптіння триває 6 годин на гілках фруктових дерев, під час якого м’ясо багато разів змащують свинячою кров’ю, що забезпечує чорний колір ковбаси[11].
- Картопля по-уланівськи
- «П’яний півень» - рецепт м’яса, тушкованого з вином і фруктами[2].
- Розрепанці – пиріжки з картопляного тіста[12].
- Лежні[12]
- Тиманівська каша - стародавня страва, яку готують в одному з сіл Вінниччини[13] [14].
- Годзя[15]
- Каша Зозуля